# Kartaczownica Agera

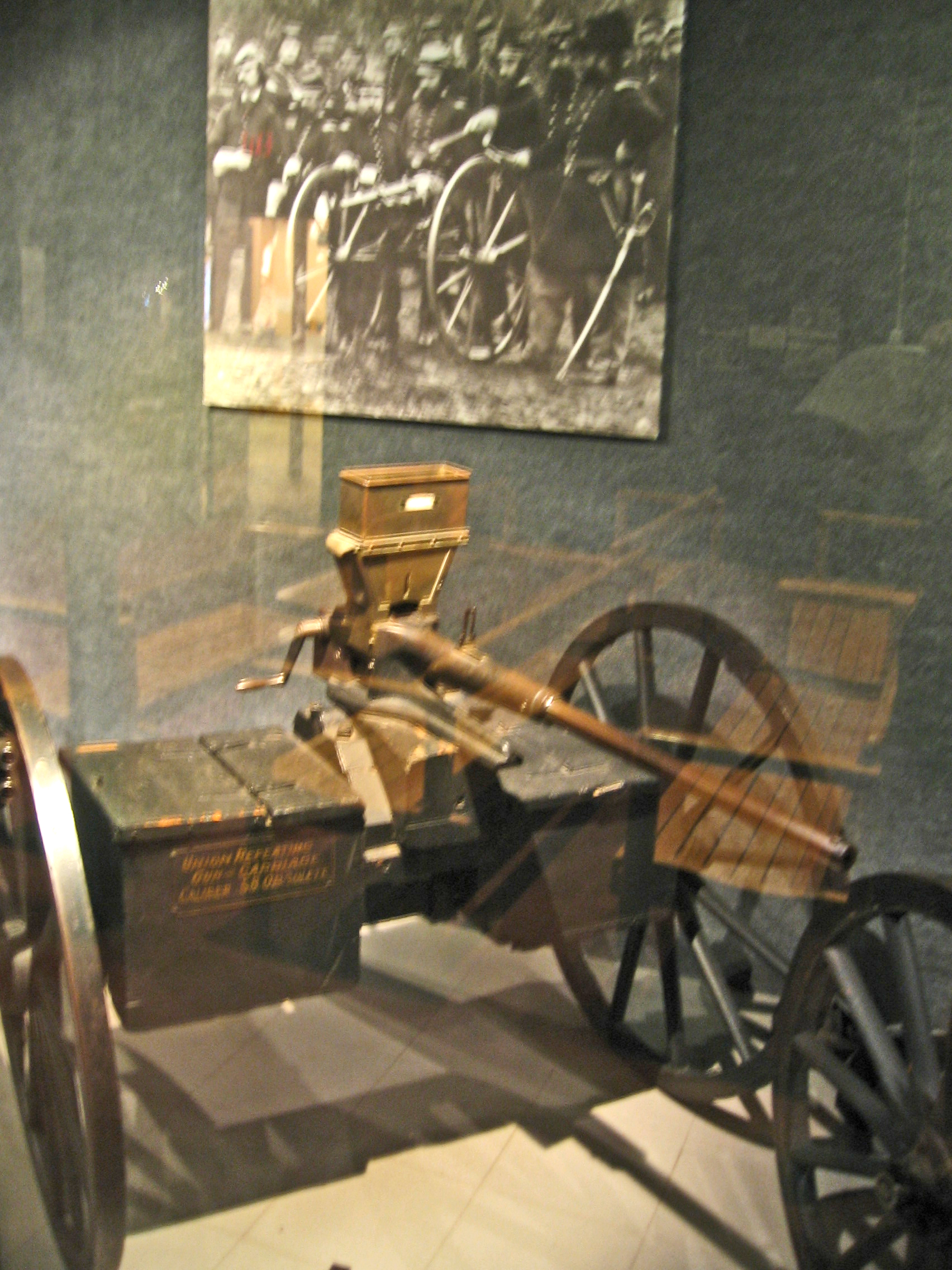
Kartaczownica Agera

Kartaczownica Agera (ang. Ager „Coffee Mill” Gun) – amerykańska kartaczownica rewolwerowa skonstruowana w drugiej połowie XIX wieku przez Wilsona Agera. Używana podczas wojny secesyjnej przez armię Unii.
Kartaczownica Agera była bronią jednolufową. Za lufą znajdował się obrotowy bęben, do którego od góry, ze stałego magazynka, ładowane były elementy pełniące rolę naboi i komór nabojowych. Przed strzałem nie były one wprowadzane do lufy, a jedynie dociskane do jej tylnego płasku przy pomocy klina. Bęben był obracany przy pomocy korby. Broń osiągała szybkostrzelność 140 strz./min. Aby zmniejszyć ryzyko przegrzania lufy, konstruktor wyposażył kartaczownicę w wentylator tłoczący powietrze do rurowej osłony lufy, a także w szybkowymienne lufy (kartaczownica była wyposażona w dwie zapasowe lufy). Podobnie jak inne kartaczownice z tego okresu, kartaczownica Agera była montowana na lekkim dwukołowym podwoziu. Dodatkowo wyposażano ją w niewielką tarczę ochronną.
Wyprodukowano około pięćdziesięciu seryjnych kartaczownic tego typu. Znalazły się one na wyposażeniu wojsk Unii. Z czasem została wycofana z uzbrojenia jednostek liniowych i użyta do obrony mostów. Po zakończeniu wojny secesyjnej kartaczownicę Agera zastąpiono nowocześniejszą kartaczownicą Gatlinga.